# Der Pantoffelheld
Der Pantoffelheld (Originaltitel: An Innocent Affair) ist eine US-amerikanische Filmkomödie aus dem Jahr 1948 von Lloyd Bacon mit Fred MacMurray und Madeleine Carroll in den Hauptrollen.

## Handlung
Vincent Doane ist Werbefachmann und soll sich um die Werbekampagne eines Parfum-Unternehmens kümmern. Das Unternehmen wird von der verwitweten Margot Fraser, seiner Ex-Verlobten, geführt. Da Vincent befürchtet, dass seine Frau Paula eifersüchtig wird, erzählt er ihr, dass er mit einem Mr. Fraser zusammenarbeiten wird. Dennoch glaubt Paula, dass etwas im Busch ist. Mit Hilfe ihrer Schwester Eve Lawrence engagiert sie einen Schauspieler, der mit ihr flirten und Vincent eifersüchtig machen soll.
Die Schauspieler-Agentur, die Paula aufsucht, gehört zu Vincents Kunden und der Manager erzählt ihm von Paulas Plan. Vincent entscheidet sich, mitzuspielen. Paula und Vincent feiern ihren fünften Hochzeitstag in einem Nachtclub. Eigentlich soll der Schauspieler den Platz neben Paula einnehmen, doch der wird dem Tabakfabrikanten Claude Kimball gegeben. Sowohl Paula als auch Vincent glauben, er sei der Schauspieler. Paula zwinkert Claude zu und beklagt sich bei Vincent, dass Claude sie anflirtet. Zu Paulas Überraschung lädt Vincent den ahnungslosen Claude zu einem Drink ein. Zur gleichen Zeit taucht der engagierte Schauspieler auf. Ihm wird ein Platz bei einem anderen Paar gegeben. Er flirtet mit der Frau, wird von dem Ehemann zurechtgewiesen und aus dem Nachtclub geworfen.
Claude ist verwirrt über Paulas Avancen, nimmt aber eine Einladung des Paares zu einem Umtrunk in deren Appartement an. Nachdem Vincent ihm versichert hat, dass er und seine Frau sich vertrauen, spricht Claude die Möglichkeit einer geschäftlichen Verbindung an, wobei es um einen Werbeetat von sieben Millionen Dollar für Claudes Zigarettenmarke Kim geht. Vincent hält Claude immer noch für einen Schauspieler und schlägt vor, dass Claude sich am nächsten Abend mit Paula trifft, da er ein Treffen mit Mr. Fraser hat. Als Claude gehen will, bekommt er von Vincent ein Trinkgeld für seine hervorragende Darstellung. Am nächsten Tag beklagt sich Paula bei Eve, dass der engagierte Schauspieler nicht effektiv war. Gaylord, der echte Schauspieler, erscheint bei Paula mit einem blauen Auge und erzählt, er sei davon ausgegangen, dass Vincent involviert gewesen sei. Paula und Eve zahlen Gaylord ein Schmerzensgeld und überprüfen Claudes Identität. Eve glaubt, dass ihr Plan, Vincent eifersüchtig zu machen, aufgehen kann, wenn er erfährt, dass Claude ein echter Millionär ist.
Am nächsten Abend besucht Vincent mit Margot einen anderen Nachtclub und versucht ihr, seine Werbestrategie zu erklären. Margot ist jedoch eher an einem romantischen Abend interessiert. Zu Vincents Entsetzen tauchen Claude und Paula auf. Vincent versucht, sich zu verstecken, dennoch bemerkt Paula ihn, sagt aber nichts. Später erklärt Paula Claude die ganze Aktion. Claude meint, dass sie, wenn sie Vincent ärgern will, ihr Leben genießen soll. Paula stimmt zu und besucht mit ihm mehrere Nachtclubs. Am nächsten Morgen ist Vincent erstaunt, als er erfährt, dass Claude wirklich ein Tabakfabrikant ist. Paula weist Vincents Anschuldigung, sie habe einen Schauspieler engagiert, zurück. Sie konfrontiert ihn im Gegenzug mit Margot Fraser, die sie mit ihm im Nachtclub gesehen hat. Als Vincent kurz darauf seinem Anwalt Lester Burnley begegnet, erfährt er, dass Paula die Scheidung einreichen will. Mit Lester heckt er einen Plan aus, seine Ehe zu retten.
Am nächsten Tag führt Lester Paula zum Mittagessen aus. Im gleichen Restaurant sitzen auch Vincent zusammen mit Margot und Vincents Freund Ken St. Clair, der sich als Mr. Fraser ausgibt. Vincent erklärt seiner Frau, dass er gerade sein Geschäft abgeschlossen hat. Paula sieht nun von der Scheidung ab und kommt an Vincents Tisch, der sie nun mit den Frasers bekannt machen muss. Der schusselige Ken lässt die Täuschung unbeabsichtigt auffliegen, woraufhin Paula wütend aus dem Restaurant stürmt. Während Paula nun die Scheidung wieder vorantreibt, zieht Vincent, eifersüchtig auf Claude, aus dem Appartement aus. Von Eve erfährt er, dass Paula nach Reno reisen will. Er soll zu ihr gehen und alles gestehen, auch wenn er unschuldig ist. Vincent gesteht Paula seine Untreue mit Margot, was sie ihm nicht glaubt und ihn rauswirft. Auf ihrem Weg zum Bahnhof kommt Paula an Margots Büro vorbei. Sie tritt ein und verpasst ihrer vermeintlichen Rivalin eine Ohrfeige. Margot eilt zu Vincent und beklagt sich über Paulas Angriff. Vincent befürchtet, dass Paula Margots Ruf ruinieren will und fährt mit Margot zum Bahnhof. Sie finden Paula, Margot erklärt ihr, dass nichts zwischen ihr und Vincent vorgefallen ist und gibt ihr eine Ohrfeige. Vincent folgt der flüchtenden Paula durch den Zug. Am Ende des letzten Waggons holt er sie ein, gerade als der Zug losfährt.

## Produktion

### Hintergrund
Gedreht wurde der Film von Mitte März bis Mitte April 1948 in den General-Service-Studios in Hollywood.

### Stab
Ernst Fegté oblag die künstlerische Leitung. Lewis J. Rachmil arbeitete als Produktionsmanager.

### Besetzung
In kleinen nicht im Abspann erwähnten Nebenrollen traten Bess Flowers, Harold Miller, Barry Norton und Cyril Ring auf.

### Musik
Der Titelsong Innocent Affairs und der Song These Things Are You stammten von Walter Kent und Kim Gannon.

## Veröffentlichung
Die Premiere des Films fand am 28. September 1948 in New York statt. In der Bundesrepublik Deutschland kam er am 12. April 1957 in die Kinos.

## Kritiken
Das Lexikon des internationalen Films schrieb: „Etwas altbackene Komödie mit routinierten Schauspielern, die auch weniger originelle Situationskomik sicher über die Zeit bringen.“
Die Kritiker des Magazins Newsweek fanden den Film bescheiden lustig. Er sei einer der Filme, von denen man glaube, man habe ihn vorher schon einmal gesehen.
Der Kritiker des TV Guide sah einen Film, in dem die Zusammenarbeit zwischen MacMurray und Carroll das Einzige sei, was ihn sehenswert mache. Bacons bleierne Regie und das langweilige Drehbuch machen den Film zu einer fürchterlich schwerfälligen Angelegenheit.